# Claes Carlstens minnesfond
Claes Carlstens minnesfond är en fond instiftad i samband med Claes Carlstens död 2000, och "skall ges till en person eller ett projekt som främjar arbete i Claes Carlstens anda med inriktning på barn och ungdomars hälsa".

## Bakgrund
Claes Carlsten var verksam som barn- och ungdomsläkare i Göteborg från 1973 och fram till sin död år 2000. Han visade stort och engagerat intresse för sina medmänniskor vilket avspeglade sig i hans arbete med barn och ungdomars hälsa oavsett om det gällde arbetet som barn- och ungdomsläkare på barnmottagning, barnavårdscentral, skola eller ungdomshälsa, som ansvarig för den barn- och ungdomsmedicinska verksamheten i Göteborg eller arbete på regional och nationell nivå.

## Pristagare

### 2005
- Henry Ascher - "för sitt fleråriga engagerade arbete med utsatta barns, ungdomar och familjers hälsa genom bland annat vård till gömda flyktingbarn och deras familjer, arbete för barns rätt att utifrån FN:s barnkonvention bli hörda och få inflytande i vården samt kunskaps- och opinionsbildande arbete för att öka förståelsen för dessa gruppers situation". [2]

### 2010
- Grunden BOIS - för att "de med sin verksamhet starkt bidrar till att skapa ett gott liv för barn och ungdomar med intellektuell funktionsnedsättning ..."[1]
- Gunnareds tjejer - för "en fritidsverksamhet utöver det vanliga där unga kvinnor mellan 12 och 20 år utifrån en helhetssyn på tillvaron och ett systematiskt kunskapsinriktat arbete får stöd på sin väg mot vuxenlivet"[1]
- The Freedom Theatre - för att den "ger barn och ungdomar i Jenins flyktingläger i Palestina möjligheter att få uttrycka sig och utveckla sin kreativitet genom teater, film, fotografi och skrivande, finna nya sätt att möta tillvaron ..."[1]

### 2012
- Zelma Fors - för att "hon ökat förståelsen för och spridit kunskap om de djupare mekanismerna vid mobbning och maktspel hos barn och unga samt för arbete med aktiv och kvalitativ utvärdering och handledning till medarbetare på ungdomsmottagningar och i skolan"[3]
- Ole Hultman - för "sitt arbete med kartläggning och kunskapsspridning om ensamstående flyktingbarns livsvillkor och arbetet med att synliggöra betydelsen av våld i nära relationer och dess påverkan på ungas hälsa"[3]